# Diapason d’or

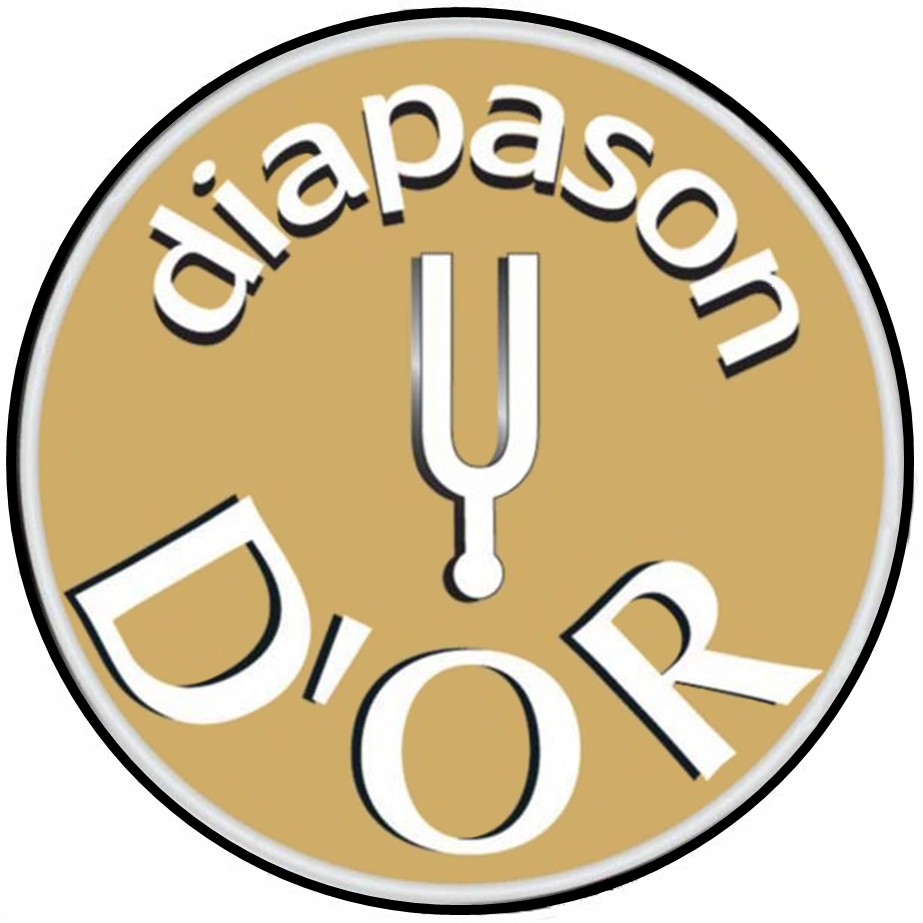
Logo des Diapason d’or

Der Diapason d’or (französisch für Goldene Stimmgabel) ist eine Auszeichnung für Aufnahmen klassischer Musik. Er wird von der französischen Zeitschrift Diapason jeden Monat in mehreren Kategorien vergeben. Zusätzlich wählen die Musikkritiker von Diapason und France Musique jedes Jahr aus den monatlichen Bestenlisten die Preisträger des Diapason d’or de l’année („Diapason d’or des Jahres“) aus, die jeweils Ende November gewürdigt werden.
Der Diapason d’or, der Grand Prix du Disque, der Choc de Classica und die ffff-Auszeichnung (maximal vier f) der Zeitschrift Télérama gelten als die bedeutendsten unabhängigen Musikpreise Frankreichs für Aufnahmen klassischer Musik. Vergleichbar sind beispielsweise die Gramophone Classical Music Awards und der Opus Klassik.